# 1906 en football
Cet article présente les faits marquants de l'année 1906 en football.

## Février
- 17 février : à Belfast, l'Angleterre bat l'Irlande 5-0.

## Mars
- 3 mars : à Édimbourg, le pays de Galles bat l'Écosse 2-0.
- 17 mars : à Dublin, l'Écosse bat l'Irlande 1-0.
- 19 mars : à Cardiff, l'Angleterre bat le pays de Galles 1-0.
- 24 mars : match inter-ligues à Stamford Bridge (Londres) opposant une sélection du championnat d'Angleterre à une sélection du championnat écossais. Les Anglais s'imposent 6-2.
- 31 mars : en demi-finales de la Coupe d'Angleterre, Everton élimine Liverpool FC (2-0), tandis que Newcastle UFC, sort Woolwich Arsenal FC (2-0).

## Avril
- 2 avril : à Wrexham, l'Irlande et le pays de Galles font match nul 4-4.
- 7 avril : à Glasgow, l'Écosse bat l'Angleterre 2-1.
- 8 avril : en demi-finales du champion de France USFSA, le R.C. Roubaix élimine Le Stade Rémois (0-7) à Reims, tandis que le CA Paris écarte le Stade Olympique des étudiants de Toulouse 1-2 à Toulouse.
- 10 avril : Madrid FC remporte la Coupe d’Espagne.
- Liverpool FC champion d'Angleterre.
- Celtic FC est champion d'Écosse.
- Cliftonville FAC champion d'Irlande.
- 21 avril : Everton remporte la Coupe d'Angleterre face à Newcastle UFC, 1-0.
- 22 avril : à Saint-Cloud, la Belgique bat la France 5-0.
- 23 avril : Au tournoi de football des Jeux olympiques intercalaires qui se tiennent à Athènes, la sélection de Copenhague élimine la sélection de région de Smyrne (Smirni), 5-1, tandis que la sélection athénienne d'Athina écarte la sélection des joueurs de Thessalonique (Thesaloniki), 6-0.
- 24 avril : La sélection de Copenhague bat la sélection athénienne d'Athina, 9-0 en finale du tournoi non-officiel de football des Jeux olympiques intercalaires d'Athènes.
- 28 avril : Heart of Midlothian FC gagne la Coupe d’Écosse en s’imposant en finale face à Third Lanarck FC, 1-0.
- 28 avril : Shelbourne FC Dublin enlève la Coupe d'Irlande face au Belfast Celtic FC, 2-0.
- 29 avril : Juventus champion d’Italie.
- 29 avril : le Racing Club de Roubaix est champion de France USFSA en s'imposant en finale à Tourcoing face au CA Paris, 4-1.

- 29 avril : l'Étoile des Deux Lacs est champion de France FGSPF en s'imposant en finale à Rennes face à l'équipe locale de Notre-Dame de Toutes Grâces.
- 29 avril : à Anvers, la Belgique bat les Pays-Bas 5-0.

## Mai
- 12 mai : Belfast Celtic FC remporte la City Cup d'Irlande après deux matches de barrages face à Linfeld FAC et Cliftonville FAC. Ces trois formations étaient à égalité de points au classement final du championnat.
- 13 mai : à Rotterdam, la Belgique bat les Pays-Bas 3-2.
- 14 mai : FC Winterthur remporte le Championnat de Suisse.
- 27 mai : VfB Leipzig champion d'Allemagne.
- La Royale Union Saint-Gilloise est championne de Belgique.

## Juin
- 4 juin : l'Anglais Daniel Burley Woolfall est élu président la FIFA en remplacement du Français Robert Guérin, absent au congrès de Berne.
- 18 juin : fondation de la Fédération du Paraguay de football.

## Juillet
- 1er juillet : fondation du club portugais du Sporting Clube de Portugal.

## Août
- 1er août : fondation du club allemand du TSV Schwieberdingen.
- 15 août : à Montevideo, l'Argentine bat l'Uruguay 2-0.

## Septembre
- 9 septembre : à Kristiana Odds BK Skien remporte la Coupe de Norvège en s'imposant en finale face Sarpsborg FK (1-0).

## Octobre
- 7 octobre : Germânia champion de l'État de Sao Paulo (Brésil).
- 7 octobre : Alumni champion d'Argentine.
- 13 octobre : match inter-ligues à Belfast opposant une sélection du championnat d'Angleterre à une sélection du championnat irlandais. Les Anglais s'imposent 6-0.
- 21 octobre : à Buenos Aires, l'Argentine amateurs bat l'Uruguay 2-1.
- octobre : fondation du FC Neudorf, futur RC Strasbourg.
- Guarani est le premier champion du Paraguay.

## Novembre
- 1er novembre : au Parc des Princes, l'Angleterre bat la France 15-0.
- Fondation du club italien du Torino Calcio.
- Fondation du club français de la Stella de Cherbourg.

## Décembre
- 9 décembre : fondation du club belge de Lierse SK.
- 26 décembre : inauguration du stade du Birmingham City FC, St Andrew's à l'occasion d'un match de D1 anglaise face à Middlesbrough FC devant 32 000 spectateurs.

## Naissances
- 1er janvier :
  - Fulvio Bernardini, footballeur italien.
  - Petre Steinbach, footballeur roumain.
- 11 janvier : Vilmos Zombori, footballeur roumain.
- 22 janvier : Gusztáv Sebes, footballeur hongrois.
- 3 février : Arturo Fernández, footballeur péruvien.
- 15 avril : Yvon Segalen, footballeur français.
- 21 avril : René Kenner, footballeur français.
- 1er juin : Jean Fidon, footballeur français.
- 5 juin : Eraldo Monzeglio, footballeur italien.
- 15 juillet : Georges Houyvet, footballeur français.
- 30 juillet : Alexis Thépot, footballeur français.
- 18 septembre :Giuseppe Testa, footballeur italien
- 7 octobre : André Chardar, footballeur français.
- 12 octobre : Tom Waring, footballeur anglais. († 20 décembre 1980).
- 20 octobre : Arturo Torres, footballeur chilien.
- 29 octobre : Branislav Sekulić, footballeur yougoslave.
- 11 novembre : Augustin Chantrel, footballeur français.
- 22 novembre : Jørgen Juve, footballeur norvégien.
- 28 novembre : André Hurtevent, footballeur français.
- 8 décembre : Edmond Kramer, footballeur suisse.
- 11 décembre : Pietro Serantoni, footballeur italien.
- 17 décembre : Maxime Lehmann, footballeur français.
- 30 décembre : Jean Laurent, footballeur français.

## Décès
- 8 juin : John Campbell, footballeur écossais.
- Sam Ormerod, footballeur anglais.